# Cybocephalus rugatus
Cybocephalus rugatus is een keversoort uit de familie Cybocephalidae. De wetenschappelijke naam van de soort is voor het eerst geldig gepubliceerd in 1964 door Endrödy-Younga.